# Erdődy Lajos (költő)
Erdődy Lajos (diószegi) (18. század – 19. század?) főbíró, költő

## Élete
Szabolcs vármegye főbirája és földbirtokos volt. Verseket irt a Magyar Hírmondóba (1781.) és Magyar Musába (1788.), egy versét pedig 1785-ből a Gyöngyös című lap 19. száma közli.

## Művei
- Sans-Soucinak avagy gond nélkül való helynek rövid leirása, mely franczia nyelvben G. Sz. M. (Gróf Sztáray Mihály) által irattatott, magyarra pedig G. C. I. fordította, melyet utoljára egyűgyű magyar versekben foglalt… Lőcse, 1777.
- Átok melyet a francziáknak német versekben énekelt Bécsben Haschka Lőrincz Leopold úr az 1793. eszt. Bőjtelő havában, magyar versekbe foglalt pedig… Pesten. Buda, 1793.

Kéziratban két költeménye (1782.) ismert.